# Цуриковы
Цуриковы — древний дворянский род.
Род записан в VI часть родословных книг Орловской, Курской и Воронежской губерний.
Есть ещё несколько родов Цуриковых позднейшего происхождения.

## Происхождение и история рода
Предки рода служили дворянские службы и были пожалованы поместьями (1595).
Предок фатежских помещиков Цуриковых Василий Матвеевич Цуриков с братом Карпом царём Михаилом Фёдоровичем были пожалованы (1620) из отцовского поместья 120 четвертями, и о послушании крестьян дана была Василию ввозная грамота, из которой видно, что он был вёрстан окладом на 300 четвертей.

## Описание гербов

#### Герб Цуриковых 1785 г.
В Гербовнике Анисима Титовича Князева 1785 года имеется изображение печати с гербом председателя Гражданской палаты Орловского наместничества, московского вице-губернатора Николая Лаврентьевича Цурикова: в серебряном поле щита изображена серая подкова, шипами вниз. Над подковой золотой лапчатый крест, а из подковы, остриём вниз, серая стрела (польский герб Долэнга). Щит увенчан дворянской короной (дворянский шлем отсутствует). Нашлемник: орлиное крыло пронзённое стрелой, остриём вправо. Вокруг щита фигурная виньетка.

#### Герб. Часть II. № 87.
В щите имеющем голубое поле изображены две серебряных восьмиугольных Звезды и между ними серебряная же Стрела, вверх летящая; а внизу Стрелы виден золотой Полумесяц рогами в верх обращённый (польский герб Сас).
Щит увенчан дворянскими шлемом и короной. Нашлемник: три страусовых пера, сквозь которые означена в левую сторону летящая золотая Стрела. Намёт на щите голубой, подложенный золотом.

## Известные представители
- Цуриков Богдан Тархович — карачевский городовой дворянин (1627).
- Цуриков Михаил Тархович — карачевский городовой дворянин (1627—1629)[4].
- Цуриков Николай Александрович (1886—1957) — общественно-политический деятель Белой эмиграции, публицист и литературовед.
- Цуриков, Владимир Алексеевич (род. 1970) — литературовед, историк, архивист, преподаватель, музейный работник, православный священник